# 葛飾区役所
葛飾区役所（かつしかくやくしょ）は、特別地方公共団体（特別区）である葛飾区の組織が入る施設（役所）である。

## 概要
京成立石駅から徒歩10分程度の場所にあり、1962年（昭和37年）に完成した本館と1978年（昭和53年）に完成した新館及び議会棟からなる総合庁舎である。
2008年（平成20年）度に総合庁舎の建築・設備劣化調査診断を行った結果、10年程度で大規模な更新が必要と判断された。また、耐震診断の結果では、構造耐震指標（Is値）は本館・議会棟0.72、新館0.77となり、一般公共建築物として必要とされる0.60は超えているものの、災害応急活動に求められる施設としての0.9は満たしていなかった。これら結果を踏まえて、総合庁舎の整備の必要性が高まり、検討委員会での検討を経て、2011年（平成23年）11月に「葛飾区総合庁舎整備のあり方検討委員会とりまとめ」をまとめた。
2022年（令和4年）12月15日、区議会本会議で区役所を京成立石駅の北側に移転する条例案が可決された。2028年度に新庁舎に移転する見込み。

## 沿革
1932年の葛飾区発足時は、現・立石図書館付近の旧・本田町役場を区役所としていたが、1937年に現・かつしかシンフォニーヒルズの場所へ移転し、1962年に現在地へ移転した。
- 1932年（昭和7年） - 葛飾区が発足する。区役所は旧本田町役場（立石一丁目）を利用する[7]。
- 1937年（昭和12年）1月 - 立石六丁目（葛飾区文化会館（かつしかシンフォニーヒルズ）所在地）に移転する[7][8]。
- 1945年（昭和20年）2月 - 空襲により焼失する[7][8]。本田小学校等を仮庁舎とする[8]。
- 1948年（昭和23年）3月 - 立石六丁目に庁舎が完成する[8]。
- 1962年（昭和37年） - 現在地に本館が完成し、移転する[1]。
- 1978年（昭和53年） - 新館及び議会棟が完成する[1]。
- 2008年（平成20年）2月 - 葛飾区総合庁舎整備基金条例を制定する[9]。
- 2010年（平成22年）7月 - 葛飾区総合庁舎整備のあり方検討委員会による検討を開始する[9]。
- 2014年（平成26年）10月 - 葛飾区総合庁舎整備基本構想をとりまとめる[9]。
- 2022年（令和4年）12月15日 - 区議会本会議で区役所を京成立石駅の北側に移転する条例案を可決[6]。

## アクセス
葛飾区役所本庁舎
- 京成押上線

京成立石駅より徒歩7分
- 京成本線・押上線

青砥駅より徒歩10分
- 京成本線

お花茶屋駅より徒歩10分
- 京成バス

亀有駅南口より新小53系統葛飾区役所経由 新小岩駅東北広場行き（開庁日のみ経由）
新小岩駅東北広場より新小53系統葛飾区役所経由 亀有駅行き（開庁日のみ経由）
- 京成タウンバス

亀有駅南口より有57系統葛飾区役所行き

## 放送施設
- 当役所屋上には、コミュニティ放送である葛飾エフエム放送の送信所が置かれている。

| 放送局名                          | コールサイン | 周波数  | 空中線電力 | ERP     | 放送対象地域 | 放送区域内世帯数 |
| --------------------------------- | ------------ | ------- | ---------- | ------- | ------------ | ---------------- |
| 葛飾エフエム放送 愛称｢かつしかFM｣ | JOZZ3AP-FM   | 78.9MHz | 音声20W    | 音声46W | -            | 約-世帯          |